# Hammer & Nail
Hammer & Nail è il secondo album in studio del gruppo musicale statunitense Whitecross, pubblicato nel 1988.

## Tracce
1. Living on the Edge – 5:13
2. When the Walls Tumble Down – 3:33
3. The Hammer and the Nail – 1:35
4. Take It to the Limit – 4:09
5. Walk with Me – 4:45
6. Because of Jesus – 3:41
7. When the Clock Strikes – 4:34
8. Resist Him – 4:22
9. Living in a Lost World – 3:52
10. Top of the World – 3:43

## Formazione
- Scott Wenzel – voce
- Rex Carroll – chitarra
- Mark Hedl – batteria
- Jon Sproule – basso